# Corydoras julii
Corydoras julii är en fiskart som beskrevs av Steindachner, 1906. Corydoras julii ingår i släktet Corydoras och familjen Callichthyidae. Inga underarter finns listade i Catalogue of Life.